# Ajahn Mun Bhuridatta

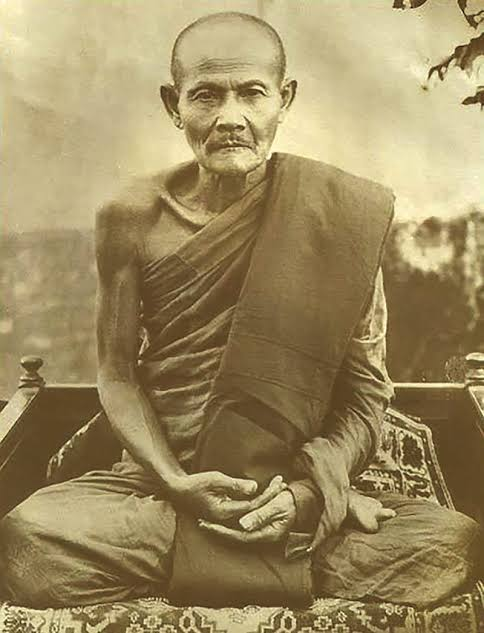
Ajahn Mun Bhuridatta

Ajahn Mun Bhuridatta (Thai: หลวงปู่มั่น ภูริทัตโต, RTGS: Luang Pu Man Phurithatto, Aussprache: [lŭaŋ pùː mân pʰuːríʔtʰáttoː]; * 20. Januar 1870 in der Provinz Ubon Ratchathani, Thailand; † 10. November 1949 ebenda) war ein theravada-buddhistischer Mönch, der zusammen mit seinem Lehrer Ajahn Sao Kantasilo Mahathera als Gründer der thailändischen Waldtradition gilt, die sich in Thailand und später auch in westlichen Länder ausbreitete.

## Leben

### Frühe Jahre als Novize und Mönch (1870–1901)
Ajahn Mun wurde am Donnerstag, dem 20. Januar 1870 in einem Bauerndorf namens Ban Kham Bong, im heutigen Amphoe Khong Chiam der thailändischen Provinz Ubon Ratchathani, als ältestes von neun Kindern geboren. Ajahn Mun wurde mit 15 Jahren zum Novizen (Samanera) ordiniert, aber mit 17 (im Jahr 1888) wieder laisiert, um seinen Eltern zu helfen. Am 12. Juni 1893 erhielt er im Alter von 23 Jahren die Bhikkhu-Ordination. Dabei erhielt er den Ordinationsnamen Bhuridatta („Gesegnet mit Weisheit“).
Nach seiner Ordination lernte Ajahn Mun von 1893 bis ca. 1901 bei Ajahn Sao im Kloster Wat Liap in Ubon Dhamma, Vinaya und Meditation. Außerhalb der Regenzeitklausuren praktizierte er mit Ajahn Sao in abgelegenen Wäldern entlang des Mekong.

### Alleine auf Dhutanga und Bangkok (1901–1911)
Die Zeit zwischen etwa 1901 und 1911 verbrachte Ajahn Mun meist alleine auf Dhutanga-Wanderung in abgelegenen Gebieten Nordostthailands (Isan), Burmas und Laos. 1912 ging er nach Bangkok, wo er einige Regenzeiten im heutigen Wat Pathum Wanaram bei seinem Jugendfreund Than Cao Khun Upali, einem ranghohen Mönchsgelehrten und Meditator, verbrachte, um Pali und Suttas zu studieren.

### Zentralthailand und Isan (1911–1929)
Danach reiste Ajahn Mun nach Lop Buri in Zentralthailand, um dort in verschiedenen Höhlen wie der Phaikwang-Höhle, der Singho-Höhle und in der Region des Berges Khao Phra Ngam intensiv zu meditieren. 1913 verbrachte er in der Sarika-Höhle im heutigen Nationalpark Khao Yai, wo er einen wesentlichen Durchbruch seiner Praxis erzielte und der von seinem Schüler Ajahn Maha Bua geschriebenen Biographie zufolge die fünf niederen der zehn Daseinsfesseln (samyojana) abwarf und Nichtwiederkehrer (anāgāmi) wurde. Heute befindet sich bei der Höhle ein Kapellenschrein, der als Pilgerort besucht wird. Nach seiner Rückkehr nach Bangkok verfasste er sein schriftliches Hauptwerk, Khandhavimuttisamangīdhamma (etwa „Die Ballade von der Befreiung von den Khandhas“).
In der Zeit zwischen 1915 und 1929 hielt sich Ajahn Mun wieder in Nordostthailand, entweder in improvisierten „Waldklöstern“ oder auf Wanderschaft auf. In dieser Zeit schlossen sich ihm 70 Mönche sowie Laienschüler an, um mit ihm zu praktizieren, darunter Ajahn Dun Atulo, ein bekannter Lehrer der thailändischen Waldtradition.

### Nordthailand (1929–1940)
1929 wurde Ajahn Mun zum Abt von Wat Chedi Luang in Chiang Mai ernannt. Da er merkte, dass seine Lehrtätigkeit und sein Amt seiner weiteren Verwirklichung hinderlich war, verließ er das Kloster, um in Abgeschiedenheit praktizieren zu können und hielt sich wieder in abgelegenen Wäldern und in den Bergen auf. Nach Ajahn Maha Buas Biographie gelang es ihm in dieser Zeit, die fünf höheren Daseinsfesseln zu lösen und ein Arahat zu werden.

### Zurück nach Isan (1940–1949)
1940 kehrte Ajahn Mun im Alter von 70 Jahren auf Drängen seines Schülers Than Chao Khun Dhammacedi, inzwischen Abt des Wat Photit Somphon in der Provinz Udon Thani, in den Isan zurück, wo er im Kloster Wat Boghisamphon (Provinz Udon Thani) lebte und die darauf folgende Regenzeit im Kloster Wat Non Niwet verbrachte.
Danach besuchte er die Region um das Dorf Ban Nong Nam Khem, der Region, in der er aufgewachsen war. Trotz seines hohen Alters war er in der Lage, für sich selbst zu sorgen und in der Wildnis zu leben. Ab 1944 lebte er 5 Jahre lang im Waldkloster bei Ban Nong Phue, die längste Zeit der Sesshaftigkeit seines Mönchslebens. 1946 teilte er seinen Schülern, darunter Ajahn Maha Bua und Ajahn La Khemapatto mit, dass er nur noch drei Jahre leben würde.
Im März 1949 erkrankte Ajahn Mun an einer Lungentuberkulose, daher ließ er sich nach der Regenklausurzeit in die Stadt Sakon Nakhon bringen, um das kleine Dorf Nong Phue nicht mit der Ausrichtung seiner Verbrennungsfeierlichkeiten zu überlasten. Dort wurde er in das Kloster Wat Suddhavasa gebracht, wo er am 10. November 1949 starb. Mehr als 1000 Mönche und Novizen und zehntausende Laienanhänger nahmen an der Kremationsfeier teil. Nach einigen Jahren wurden in den Knochenresten kristallene Reliquien (Sarira) gefunden.

## Posthume Würdigung

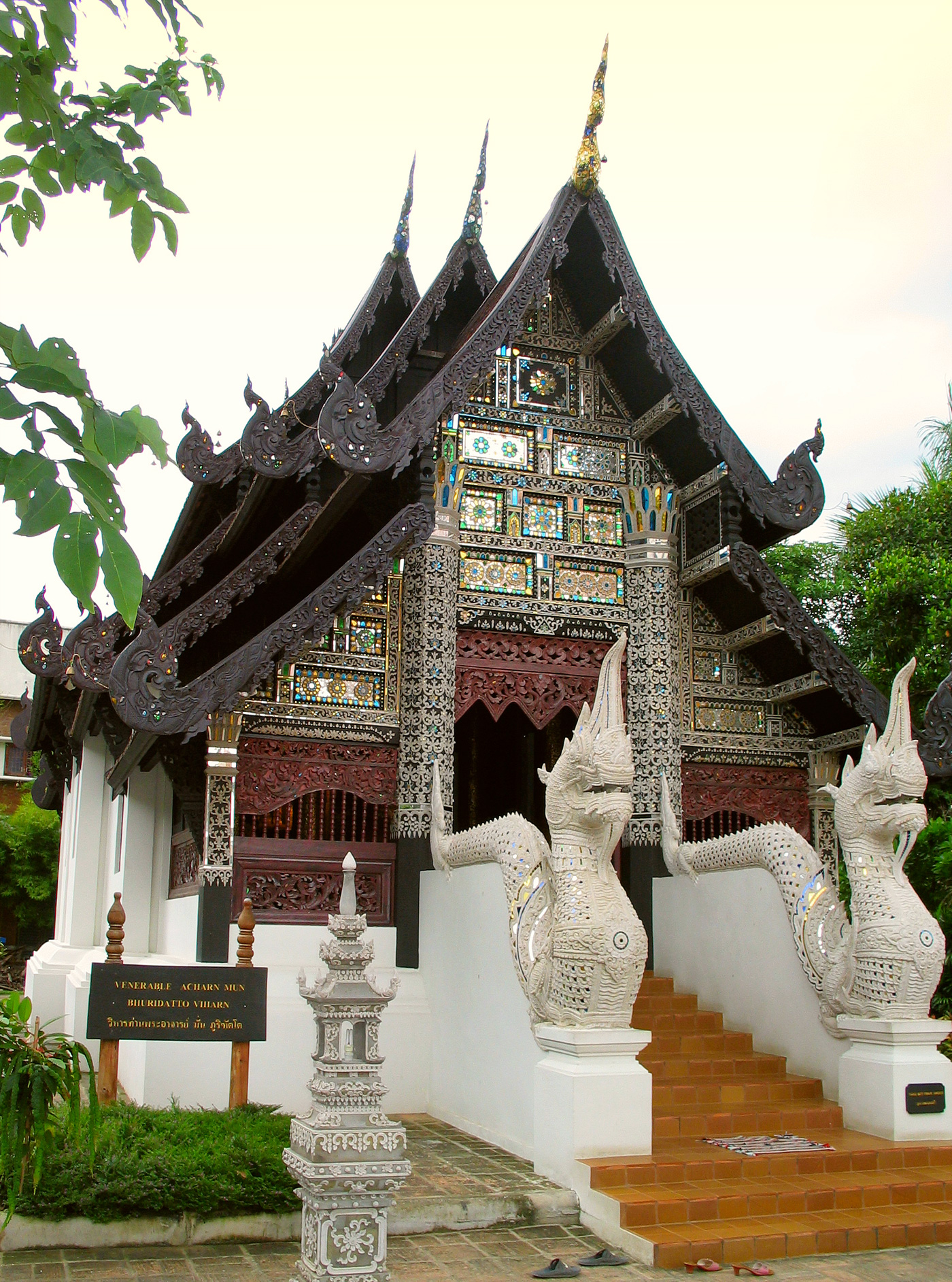
Wihan für Ajahn Mun (Wat Chedi Luang, Chiang Mai)

Ajahn Mun wurde erst posthum zur Ikone des thailändischen Mönchstradition. Mit wenigen Ausnahmen war er Vertretern der arrivierten Hierarchie der Thammayut-nikai als „vagabundierender“ Waldmönch eher suspekt und erst ab Mitte der 1960er Jahre mit der Anerkennung von Meistern der thailändischen Waldtradition durch den thailändischen König wurde Ajahn Mun zum Aushängeschild. Im Wat Chedi Luang wurde ihm ein kleiner Wihan mit einer Wachsfigur gewidmet.

## Wirken

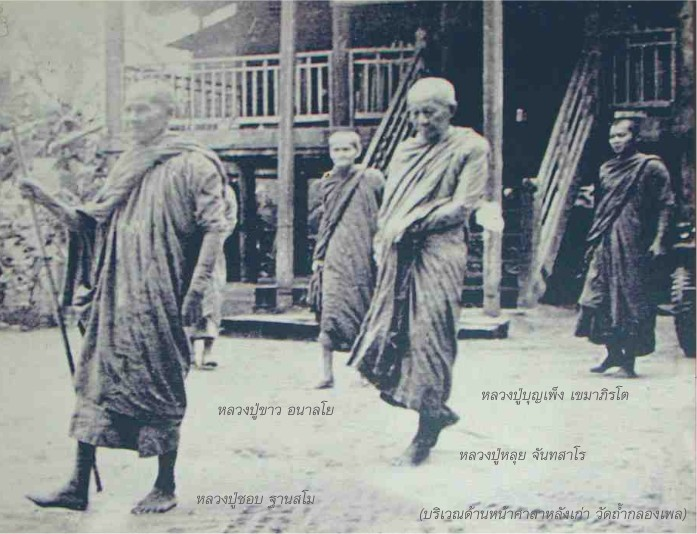
Schüler Ajahn Muns: (v. l. n. r.) Chob Thanasamo, Khao Analayo, Louis Candasaro und Bunpheng Khemabhirato. Das Bild wurde vermutlich vor der alten Haupt-Sala des Klosters Nong Phue Na Nai in Sakon Nakhon aufgenommen.

Mit seiner abgeschiedenen, entschlossenen und strengen Praxis war Ajahn Mun ein Vorbild für das monastische Leben, der sich strikt an die Vinaya hielt und alle 13 Dhutanga-Übungen befolgte, zum Beispiel das Essen ausschließlich aus der Almosenschale, Beschränkung auf eine Mahlzeit pro Tag und das Leben im Wald. Dadurch inspirierte er viele Mönche, die seine Schüler wurden. Ajahn Chah und Ajahn Maha Bua sind darunter die im Westen bekanntesten und in Thailand am höchsten verehrten. Als Gründer der thailändischen Waldtradition übte er wesentlichen Einfluss auf den Buddhismus in Thailand aus und durch Ajahn Chah, der viele Westler als Schüler hatte, auch auf die Verbreitung des Theravada-Buddhismus, die Gründung von Klöstern und die Etablierung des (Theravada-)Mönchs-Ordens im Westen.

## Bekannte Schüler
- Ajahn Chah Subbhaddo
- Ajahn Chob Thanasamo
- Ajahn Dun Atulo
- Ajahn Khao Analayo
- Ajahn Kinari Candiyo
- Ajahn La Khemapatto
- Ajahn Li Dhammadharo
- Ajahn Maha Bua
- Ajahn Waen Sucinno